# Englische Cricket-Nationalmannschaft in den West Indies in der Saison 1929/30
Die Tour der englischen Cricket-Nationalmannschaft auf die West Indies in der Saison 1929/30 fand vom 11. Januar bis zum 13. April 1930 statt. Die internationale Cricket-Tour war Bestandteil der Internationalen Cricket-Saison 1929/30 und umfasste vier Tests. Die Serie endete 1–1 unentschieden.

## Vorgeschichte
England bestritt gleichzeitig eine Tour in Neuseeland und war das einige Mal, dass eine Mannschaft gleichzeitig zwei Tests absolvierte.
Das letzte Aufeinandertreffen der beiden Mannschaften bei einer Tour fand in der Saison 1928 in England statt. Es war die erste Tour überhaupt die in den West Indies stattfand.

## Stadien
Die folgenden Stadien wurden für die Tour als Austragungsort vorgesehen.
| Stadt         | Land                | Stadion               | Kapazität | Spiele  |
| ------------- | ------------------- | --------------------- | --------- | ------- |
| Bridgetown    | Barbados            | Kensington Oval       | 11.000    | 1. Test |
| Georgetown    | Guyana              | Bourda Cricket Ground | 25.000    | 3. Test |
| Kingston      | Jamaika             | Sabina Park           | 20.000    | 4. Test |
| Port of Spain | Trinidad und Tobago | Queen’s Park Oval     | 25.000    | 2. Test |

## Kaderlisten
Die Mannschaften benannten die folgenden Kader.
| Test | Test |
| West Indies | England |
| --- | --- |
| - Nelson Betancourt (K) - Maurice Fernandes (K) - Teddy Hoad (K) - Karl Nunes (K) - Puss Achong - Ivan Barrow (wk) - Snuffy Browne - Baron Constantine - Oscar Da Costa - Frank de Caires - George Francis - George Gladstone - Mervyn Grell - Herman Griffith - George Headley - Errol Hunte (wk) - Charles Jones - Freddie Martin - Charles Passailaigue - Clifford Roach - Tommy Scott - Derek Sealy - Joe Small - Edwin St Hill - Wilton St Hill - Leslie Walcott - Vibart Wight | - Freddie Calthorpe (K) - Les Ames (wk) - Ewart Astill - George Gunn - Nigel Haig - Patsy Hendren - Jack O’Connor - Wilfred Rhodes - Andy Sandham - Greville Stevens - Leslie Townsend - Bill Voce - Bob Wyatt |

## Tests

### Erster Test in Bridgetown
| 11. – 16. Januar Scorecard | Bridgetown | West Indies 369 (114.1) & 384 (152.4) | – | England 467 (153) & 167-3 (65) |
|                            |            | Remis                                 |   |                                |

Die West Indies gewannen den Münzwurf und entschieden sich als Schlagmannschaft zu beginnen.

### Zweiter Test in Port of Spain
| 1. – 6. Februar Scorecard | Port of Spain | England 208 (72.1) & 425-8d (125) | – | West Indies 254 (87.2) & 212 (112.2) |
|                           |               | England gewinnt mit 167 Runs      |   |                                      |

England gewann den Münzwurf und entschied sich als Schlagmannschaft zu beginnen.

### Dritter Test in Georgetown
| 21. – 26. Februar Scorecard | Georgetown | West Indies 471 (148) & 290 (127.3) | – | England 145 (61.3) & 327 (158.5) |
|                             |            | West Indies gewinnt mit 289 Runs    |   |                                  |

Die West Indies gewannen den Münzwurf und entschieden sich als Schlagmannschaft zu beginnen.

### Vierter Test in Kingston
| 3. – 12. April Scorecard | Kingston | England 849 (258.2) & 272-9d (79.1) | – | West Indies 286 (111.5) & 408-5 (164.3) |
|                          |          | Remis (nach Übereinkunft)           |   |                                         |

England gewann den Münzwurf und entschied sich als Schlagmannschaft zu beginnen.